# Antarcticodomus fallai
Antarcticodomus fallai är en skalbaggsart som beskrevs av Brookes 1951. Antarcticodomus fallai ingår i släktet Antarcticodomus och familjen trädbasbaggar. Inga underarter finns listade i Catalogue of Life.